# Alexander Carmichael
Alexander Carmichael (nom complet Alexander Archibald Carmichael ou Alasdair Gilleasbaig MacGilleMhìcheil dans son gaélique écossais natal ; 1er décembre 1832, Taylochan, île de Lismore - 6 juin 1912, Barnton, Édimbourg) est un folkloriste, antiquaire et auteur écossais. Entre 1860 et sa mort, Carmichael recueille une grande quantité de folklore, de traditions locales, d'observations d'histoire naturelle, de données historiques et d'objets matériels dans les Highlands écossais, en particulier dans le sud des Hébrides extérieures où il vit, travaille et élève sa famille entre 1864 et 1882. Alexander Carmichael est surtout connu aujourd'hui pour Carmina Gadelica, un recueil influent mais controversé de traditions et de littérature des Highlands publié en six volumes entre 1900 et 1971.

## Carrière
Le matériel que Carmichael rassemble dans le Carmina Gadelica - "Les hymnes du Gael" - est connu pour sa préservation d'une spiritualité indigène "celtique" qui intègre le chrétien avec des aspects du préchrétien. Bien que Carmichael fournisse un peu de matériel de Lewis et Harris, la plupart viennent des îles du sud, en particulier de South Uist, où une tradition catholique a permis la préservation de ce qui, dans le nord protestant, aurait généralement été rejeté à une époque relativement moderne comme " superstitions". Les îles du sud auraient pu être plus ouvertes à la « religion de la nature » que d'autres régions catholiques car, après la Réforme, elles ont été réévangélisées par des missionnaires franciscains, ouverts à la spiritualité de la nature. Toutefois, l'évolution des différences entre protestants et catholiques dans les Hébrides restent sujet à débats entre chercheurs. 
Dans sa préface de 1992 à l'édition en un seul volume de Floris (abrégé et sans l'original gaélique), John MacInnes de la School of Scottish Studies conclut en citant son collègue ethnographe de l'Université d'Édimbourg, Ronald Black (Raghnall MacilleDhuibh), comme conjecturant : "Carmina Gadelica est à tous points de vue, un trésor ... une réalisation merveilleuse et unique. Il n'y aura jamais d'autre Carmina Gadelica." 
Les deux témoignages écrits de Carmichael à la Commission Napier de 1883 sur la condition des petits fermiers écossais sont également importants. Dans le matériel recueilli par la commission Napier et dans certains des "anciens hymnes" cités, Carmichael spécifie "traduction proche", et pas avec d'autres. Sa collection personnelle d'objets est offerte par sa famille au West Highland Museum où elle est exposée.

## Vie privée
Il est percepteur et au cours de ses voyages recueille un folklore étendu. Dans les observations de Napier, il mentionne avoir souvent refusé une promotion afin de continuer comme percepteur dans un endroit qui permet à son travail majeur de se concrétiser. Sa fille Ella, qui continue à publier son travail après sa mort, est mariée au savant gaélique écossais William J. Watson.

## Travaux
- Carmina Gadelica, 1900
- Contes populaires des West Highlands, 1862
- Deirdire and the Lay of the Children of Uisne, 1905, Édimbourg : Norman MacLeod Publishers